# Pomacanthus navarchus
Espèce
Synonymes
- Euxiphipops navarchus (Cuvier, 1831)
- Holacanthus navarchus Cuvier, 1831
- Pomacanthodes navarchus (Cuvier, 1831)

Statut de conservation UICN

 LC  : Préoccupation mineure
Le Poisson-ange amiral, (Pomacanthus navarchus) est une espèce de poissons de la famille des Pomacanthidés. Il est réparti dans l'Indo-Pacifique, mais principalement dans le Pacifique Ouest. Cette espèce atteint une taille d'environ 25 à 28 cm.